# Partido Nacional de Sarawak
El Partido Nacional de Sarawak (en malayo: Parti Kebangsaan Sarawak) conocido por sus iniciales SNAP, fue un partido político malasio de ámbito estatal e ideología regionalista, con sede en Sarawak, fundado el 10 de abril de 1961.
Fue miembro de la coalición gobernante del país entre 1957 y 1969, la Alianza desde la fusión de Sarawak en Malasia en 1963 hasta 1966. Durante diez años estuvo en oposición al gobierno, y posteriormente se unió al Barisan Nasional (Frente Nacional), sucesor de la Alianza, en 1976. Fue expulsado de la coalición en 2004 y se unió a la coalición opositora Pakatan Rakyat (Pacto Popular), pero la abandonó el 6 de mayo de 2011, pocos días después de las elecciones estatales, en las que fracasó en obtener escaños.
El 17 de enero de 2013, poco antes de las elecciones federales, el Tribunal Federal de Malasia declaró que el SNAP ya no es un partido registrado porque no pudo presentar pruebas de que la disputa de liderazgo en el partido, que databa de hacía varios meses, se hubiera resuelto.

## Resultados electorales
|  | 2.69 % |

|  | 6.25 % |

|  | 5.55 % |

|  | 5.84 % |

|  | 1.30 % |

|  | 5.84 % |

|  | 1.30 % |

|  | 3.90 % |

|  | 0.72 % |

|  | 2.26 % |

|  | 0.64 % |

|  | 1.67 % |

|  | 0.64 % |

|  | 1.56 % |

|  | 0.71 % |

|  | 2.07 % |

|  | 0.41 % |

|  | 0.00 % |

|  | 0.16 % |

|  | 0.00 % |